# Stains
Stains (franskt uttal: [stɛ̃]
 ( lyssna)) är en kommun i departementet Seine-Saint-Denis i regionen Île-de-France i norra Frankrike. Kommunen ligger i kantonen Saint-Denis-2 som tillhör arrondissementet Saint-Denis. År 2022 hade Stains 40 600 invånare.
Kommunen utgör en nordlig förort till Paris.

## Befolkningsutveckling
| Befolkningsutvecklingen i Stains 1968–2021 | Befolkningsutvecklingen i Stains 1968–2021 | Befolkningsutvecklingen i Stains 1968–2021 | Befolkningsutvecklingen i Stains 1968–2021 | Befolkningsutvecklingen i Stains 1968–2021 |
| ------------------------------------------ | ------------------------------------------ | ------------------------------------------ | ------------------------------------------ | ------------------------------------------ |
|                                            |                                            |                                            |                                            |                                            |
| År                                         |                                            |                                            | Folkmängd                                  |                                            |
| 1968                                       | 1968                                       |                                            | 32 169                                     |                                            |
| 1975                                       | 1975                                       |                                            | 35 545                                     |                                            |
| 1982                                       | 1982                                       |                                            | 36 079                                     |                                            |
| 1990                                       | 1990                                       |                                            | 34 879                                     |                                            |
| 1999                                       | 1999                                       |                                            | 32 839                                     |                                            |
| 2007                                       | 2007                                       |                                            | 34 663                                     |                                            |
| 2015                                       | 2015                                       |                                            | 39 551                                     |                                            |
| 2021                                       | 2021                                       |                                            | 40 359                                     |                                            |